# Dope (canción)
«Dope» —en español: 'Droga'— es una canción interpretada por la cantante y compositora estadounidense Lady Gaga e incluida en su tercer álbum de estudio, Artpop de 2013. Originalmente titulada «I Wanna Be with You», Gaga la compuso con Paul Blair, Dino Zisis y Nick Monson y la produjo con ayuda de Rick Rubin. Musicalmente es una canción rock electrónico con elementos de una power ballad sencilla que se centra en la voz de la intérprete y habla sobre el abuso de sustancias y un amor perdido. Tras el lanzamiento de «Venus» como sencillo promocional, Interscope Records lanzó «Dope» como el segundo sencillo de este tipo el 4 de noviembre de 2013 y como la última canción disponible antes de la publicación del disco. La carátula del sencillo muestra a Gaga vestida en ropa interior, botas, una chaqueta enorme y un sombrero de ala ancha y luciendo un grill que aumenta el tamaño visual de sus dientes.
«Dope» contó con un rendimiento comercial moderado. En los Estados Unidos, la canción debutó respectivamente en los puestos ocho y sesenta de los conteos Billboard Hot 100 y Hot Digital Songs. Aunque apenas llegó a los puesto noventa y seis y 124 en Canadá y el Reino Unido, llegó a los top 10 de los conteos en Bélgica, Francia, Grecia e Italia. Además recibió comentarios positivos en su mayoría por parte de los críticos musicales. Aunque algunos revisores la llamaron «sosa», «elemental» e «insoportable», otros elogiaron la voz de Gaga por destacar en la canción y sonar «cruda» y «natural». La carátula del sencillo también llamó la atención de los medios, quienes la describieron como «terrorífica», «espeluznante» y «modesta» con respecto a las portadas de los sencillos anteriores del disco. Para su promoción, Gaga interpretó «Dope» varias ocasiones como en los YouTube Music Awards 2013 y en los programas The Howard Stern Show y Alan Carr: Chatty Man.

## Antecedentes e inspiración
En febrero de 2013, Lady Gaga sufrió un desgarro labral en su cadera derecha, lo que provocó que la cantante cancelara las fechas restantes del Born This Way Ball, gira musical entonces en curso para promocionar su álbum Born This Way de 2011. Se sometió a cirugía y tuvo que permanecer en reposo durante los próximos seis meses. Más tarde, Gaga confesó en una entrevista con la revista Attitude que desarrolló una grave adicción por la marihuana durante ese tiempo con el fin de poder soportar el dolor de la cirugía. Añadió que su vida se había vuelto un círculo lleno de humo: cantar, dormir, fumar. Después de haber cancelado la gira y tomado un año sabático, Gaga comenzó a trabajar en las canciones para Artpop.
En septiembre, después de su regreso con el sencillo principal del álbum, «Applause», Gaga interpretó algunas canciones del disco en el iTunes Festival en Londres. La cantante interpretó una versión acústica de «I Wanna Be with You» durante el festival y la llamó una oda para sus admiradores sobre lo mucho que los extrañó mientras se recuperaba de la cirugía. Gaga, Paul Blair, Dino Zisis y Nick Monson escribieron la canción, más tarde renombrada «Dope», y la intérprete la produjo junto con Rick Rubin. Las sesiones de grabación se realizaron en el Shangri La Studios en Malibú, California, y estuvieron a cargo de  Jason Lader, Ryan Hewitt y Sean Oakley. Gaga la describió como una balada electrónica y «la evolución de una canción sobre [mis] admiradores que se convirtió una profunda confesión dentro de mí». En una entrevista con la estación de radio británica Kiss FM, Gaga dijo que «Dope» fue la canción más personal que haya compuesto. Al sentir que Artpop necesitaba algo más autobiográfico y confesional y una canción que mostrara su lado vulnerable, la artista trabajó con Rubin, quien le permitió escribirla de la manera que quisiera y sólo la ayudó a grabarla. El productor se había puesto en contacto con ella para producir la pista mientras ella estaba en su año sabático. Tras consultarlo con Blair, productor principal del álbum, la intérprete decidió aceptar la ayuda de Rubin.

## Composición
«Dope» es una canción rock electrónico con elementos de una power ballad que presenta una instrumentación sencilla basada en la melodía de un piano y sintetizadores distantes para acentuar la poderosa voz de Gaga y la convierte en el punto central en la misma. Jon Pareles del The New York Times notó que Rubin decidió no editar la voz para darle un toque íntimo y emotivo a la pista. Según las partituras publicadas por Sony/ATV Music Publishing en el sitio Musicnotes, «Dope» se encuentra en un compás de cuatro cuartos con un tempo lento de 66 pulsaciones por minuto. Está compuesta en la tonalidad de mi bemol mayor y sigue una progresión armónica basada en do menor-si bemol-la bemol-do menor y si bemol-la bemol-fa menor para sus estrofas y mi bemol-si bemol-do menor-la menor para sus estribillos; la voz de Gaga abarca un registro desde re3 hasta mi5 bemol.
La letra de «Dope» habla sobre el abuso de sustancias y un amor perdido y ofrece muchas capas de análisis complementadas por la melodía melancólica con la cual está compuesta la canción. Según la cantante, la pista es la «parte triste» de la historia de «Mary Jane Holland», canción predecesora en el disco sobre fumar marihuana para controlar su ansiedad causada por la fama; trata sobre cuando comenzó a desarrollar una adicción por esta droga y es una disculpa a sus seres queridos por haberles hecho pasar momentos difíciles. También explicó que es el «lugar donde la adrenalina se desploma» en el álbum. Tanto su composición como sus elementos musicales implementados recuerdan a «Hair» (2011) de la misma cantante y al sencillo «Stay» (2013) de Rihanna. Según Amy Sciaretto de PopCrush, «suena como que despertó luego de una visita de su musa musical, se sentó en su piano sin cepillarse los dientes y tomó un trago de una botella de güisqui y comenzó a cantar. Suena así de natural y crudo». Mientras toca el piano y canta, Gaga desarrolla «Dope» en una ambientación «sombría» y comienza con ligaduras vocales intoxicadas sobre perder a su mejor amigo: «Fuera corchos, está listo/La fiesta recién comenzó/Prometo que este trago es el último/Sé que estoy jodida otra vez/Porque perdí a mi único amigo/Dios, perdona mis pecados». Aquí, la cantante asume que sus adicciones provocaron la pérdida de un aspecto más especial en su vida.  Antes de pronunciar el estribillo «te necesito más que a la droga», Gaga canta: «Brindo por un último porro y por dos últimos arrepentimientos/Por tres espíritus y doce pasos solitarios». En esta última línea, Gaga se enfrente a la pérdida de una de sus dependencias y se prepara para «entrar en aquel camino hacia la recuperación». En otros momentos, la canción hace referencia «Bell Bottom Blue» de Derek and the Dominos.

## Lanzamiento y portada
Los días 14 y 15 de octubre de 2013, Gaga publicó dos notas escrita a mano con fragmentos de la letra de «Dope» junto con la etiqueta #DOPE en su cuenta de la aplicación Instagram. Los versos contenían mensajes relacionados con el consumo de drogas en líneas como «[He] estado sufriendo profundamente al vivir drogada por tanto tiempo» y «Brindo por un último porro y por dos últimos arrepentimientos». Las imágenes preocuparon a la comunidad de la aplicación, quienes sintieron que Gaga necesitaba ayuda y decidieron acercarse a ella. Le enviaron un correo a la cantante con el siguiente mensaje: «Hola, miembros de la comunidad de Instagram han manifestado su preocupación por tu bienestar después de ver las publicaciones que has compartido. Nos estamos acercando [a ti] para proporcionarte algo de información de seguridad importante». Gaga respondió a la carta de manera burlona a través de su cuenta de Twitter y se mostró despectiva ante su preocupación. Después del lanzamiento de la lista completa de canciones incluidas en ARTPOP, la cantante publicó una foto de sí misma en su Instagram usando una gorra decorada con la insignia de la NASA, pero reemplazando la palabra «NASA» por «DOPE».
El 31 de octubre, Gaga reveló a través de Twitter que «Dope» sería la última canción disponible antes del lanzamiento de ARTPOP y que estaría disponible en su formato digital a partir del 4 de noviembre. Al día siguiente publicó la portada del sencillo en donde la cantante aparece vestida con un sombrero negro de ala ancha, una enorme chaqueta cuadrada de doble botonadura, ropa interior, una bota de cuero negro y un grill que hace que sus dientes se vean más grandes mientras que su cabello moreno cae sobre los hombros. Un pañuelo cubre sus ojos y ella tiene moretones en su vientre y en el área de su entrepierna. El escritor de Idolator, Mike Wass, se refirió a la carátula como un cruce entre Frankenstein y Michael Jackson. Matthew Jacobs de The Huffington Post la encontró relativamente modesta con respecto a las portadas de los sencillos anteriores del disco. John Walker de MTV News comparó la ilustración con obras del director Tim Burton y la llamó «terrorífica». Comentó que la dentadura «se parece a los dientes sin encías de un cráneo enterrado durante mucho tiempo fundidos en titanio» y creyó que las extremidades eran prótesis. Walker concluyó diciendo que la portada le recordaba a una versión bizarra de la infame foto que Janet Jackson tomada para una emisión de 1993 de Rolling Stone. Lily Harrison de E! felicitó a la cantante por haber llevado el estilo del grill a un nuevo nivel y elogió su capacidad para retratar su figura tonificada a pesar del «extraño conjunto». Un escritor del periódico británico Metro sintió que Gaga se mostró tan «peculiar como siempre». Emma Kelly de Daily Star la llamó «más espeluznante» que cualquier película de horror y sintió que la chaqueta hizo que la cantante pareciera una jugadora de rugby. Kelly comparó su sonrisa alterada digitalmente con las de la portada del extended play Come to Daddy (1997) de Aphex Twin, donde aparecían unos grills similares. Leila Brillson del sitio web Refinery29 sintió que la carátula era más surrealista, lo que hizo que Gaga luciera como una versión «de pesadilla» de la banda virtual Gorillaz.

## Recepción

### Comentarios de la crítica
Tras su lanzamiento, «Dope» recibió comentarios positivos en su mayoría por parte de los críticos musicales. Sal Cinquemani de la revista Slant se mostró despectivo en un principio por la versión interpretada en el iTunes Festival por su arreglo «soso» y su melodía «elemental» pero reaccionó bien ante el corte oficial incluido en ARTPOP: «Gaga ha sido muy pública acerca de su supuesta batalla contra la adicción y, sea o no otro disfraz que la cantante use, sin embargo, compuso un convincente himno de arrepentimiento». Amy Sciarretto de PopCrush la calificó con cuatro estrellas y media de cinco y comentó que suena «cruda» y «natural», lo que permitió que la voz de Gaga sea «el punto focal y la pieza central». Concluyó diciendo que, si bien «Dope» no se convertiría en un éxito radial, «fácilmente llegará a ser muy querida por los pequeños monstruos». La revisora Christina Lee de Idolator creyó que con «Dope» Gaga había encontrado una nueva manera de desnudarse a sí misma a través de la canción y elogió la voz de la cantante en la misma. Michael Cragg de The Guardian, quien pudo escuchar el disco antes de su lanzamiento, sintió que fue uno de los momentos más emotivos del álbum y notó que la pista es «un verdadero momento de calma» y «el más tierno». Sin embargo, Cragg se mostró escéptico sobre el verso «Te necesito más que a la droga» por sentirla menos impresionante en comparación al resto de la letra. Jon Pareles de The New York Times encontró semejanzas entre la canción y las baladas de piano del cantante Elton John.
Georgina Littlejohn de Entertainmentwise la describió como «una apasionada canción de amor que demuestra que Gaga es tanto una compositora como una artista» Alex Young de Consequence of Sound elogió la voz de Gaga y consideró que la canción es «fácilmente la mejor pista que surgió de ARTPOP hasta ahora». Jason Lipshutz de Billboard llamó a la pista un «interludio para Broadway» y agregó que las vocales rotas de Gaga son brillantes y magulladas. Jim Farber de  New York Daily News dijo que incluso durante «Dope» la cantante se muestra en su «completa gloria operística». Bradley Stern de MuuMuse notó que la «dolorosa balada de piano» es una de las canciones más débiles del álbum. Kory Grow de la revista Rolling Stone consideró que el estribillo es el punto más emotivo de «Dope» y que es un punto de reflexión en la misma. En su revisión de ARTPOP, Jerry Shrive de USA Today comentó que entre la fuerte música del resto de las canciones, la balada suena como un trabajo muy duro para ofrecer un cambio de ritmo mientras se escucha el álbum. Leila Brilson de Refinery29 sintió que Gaga permitió que su «voz operística» se elevera durante la pista; la propia canción es una dolorosa balada y un momento inolvidable en el disco. Spencer Kornhaber de The Atlantic compartió esta opinión y añadió que la balada es «histórica». John Aizlewood de London Evening Standard criticó su letra por ser sumisa, en lugar de tratar los típicos temas de empoderamiento de Gaga. Otro comentario negativo vino de Chris Bosman de la revista Time al decir que aunque «Dope» fue el lanzamiento más «ágil» en la discografía de la intérprete, «el efecto sería más potente si "Dope" no tomara cada insoportable cliché de balada de piano (ni incluyera el hilarante y torpe verso "Te necesito más que a la droga")».

### Recibimiento comercial
«Dope» debutó en el puesto número sesenta de la lista de popularidad estadounidense Hot Digital Songs gracias a sus 31 000 descargas digitales. También debutó en el octavo puesto del Billboard Hot 100 con lo que se convirtió en la decimotercera canción de la cantante en alcanzar el top 10, así como su sencillo promocional con mejor posición hasta la fecha. Las bajas ventas de «Dope» se deberion al programa Complete My Album de iTunes, donde los clientes tienen la opción de comprar el álbum completo y por lo tanto las compras de las canciones lanzadas anteriormente se reducen a partir del total semanal actual de las mismas. A pesar de esto, su alto debut se vio impulsado por los 8 200 000 streams que recibió y su posicionamiento en el número uno del Billboard Streaming Songs, uno de los componentes del Hot 100. Cerca de un 95% del streaming en línea formó parte de las visitas que recibió la transmisión en vivo de Gaga interpretando «Dope» durante los YouTube Music Awards 2013. Gaga es la segunda artista en tener más canciones en el top 10 del Hot 100, precedida por Rihanna con dieciséis y seguida por Taylor Swift con doce. «Dope» cayó hasta el septuagésimo primer puesto del conteo la semana siguiente.
En Australia, Nueva Zelanda e Irlanda, «Dope» debutó en los números treinta y cuatro, veinte y doce respectivamente. Tras la publicación de ARTPOP, se posicionó en el 124 del UK Singles Chart por vender 1 666 copias. En Corea del Sur ha vendido 384 543 copias digitales. «Dope» alcanzó sus posiciones más altas en Hungría y España, donde encabezó las listas. También llegó a los top 10 de los conteos en Bélgica, Francia, Grecia e Italia.

## Presentaciones en vivo
Lady Gaga cantó «Dope» por primera vez en los YouTube Music Awards 2013 el 3 de noviembre de ese año. Se presentó en la alfombra roja del evento vestida de negro con un sombrero de copa, gafas oscuras y una camisa de cuero además de usar los mismos dientes postizos, podridos y amarillos que utilizó para la portada del sencillo. John Walker de MTV News analizó el aspecto de Gaga y lo llamó una combinación entre la serpiente de la película de fantasía de Tim Burton, Beetlejuice (1988), el personaje El Espantapájaros de DC Comics y Marilyn Manson. Durante la presentación, la cantante vistió una camisa de franela, rostro sin maquillaje, su cabello natural, una gorra con el logo de la NASA alterado para que se leyera el nombre de la canción. Interpretó el tema acompañada únicamente por su piano sin otros instrumentos mientras caían lágrimas por su cara. Bajo la luz tenue del final, Gaga se encontró mirando al público mientras cantaba: «Te necesito más que a la droga». Salió del escenario mientras sacudía las manos y abrazaba algunas personas en la audiencia. Nidhi Tiwari de International Business Times elogió la actuación al llamarla «estupenda» y «emocionalmente agotadora». Gil Kaufman de MTV News notó que fue meditabunda y dijo que Gaga llevó el espectáculo hacia una dirección completamente diferente. Jon Caramanica de The New York Times comentó que fue la presentación «más fácil de consumir» de Gaga por ser «tensa y concentrada» sin error alguno en su ejecución. Una reseña en la revista Spin la llamó una de las interpretaciones más sencillas de la noche. Por lo contrario, Jason Lipshutz de Billboard fue crítico con la misma por sentir que «no logró ser la maravilla emocional que desesperadamente merecía ser». Pensó que, aunque los directores Spike Jonze y Chris Milk se enfocaron en el rostro lleno de lágrimas de Gaga para darle un sentimiento íntimo, los gritos del público arruinaron la función. Liam O'Brien de The Independent informó que alrededor de 4 000 personas salieron del stream mientras la artista cantaba «Dope», aunque el número de gente mirando los premios no era grande. El 11 de noviembre, Gaga realizó una fiesta gratuita llamada artRave en el Astillero Naval de Brooklyn para celebrar el lanzamiento mundial del disco. El evento, transmitido en vivo y patrocinado por VEVO, contó con la asistencia de celebridades como Jeff Koons, Marina Abramovic, Inez & Vinoodh y Robert Wilson, quienes presentaron algunos de sus nuevos trabajos. Durante la noche interpretó varias canciones de ARTPOP como «Aura», «MANiCURE» y «Sexx Dreams». Luego de cantar «Gypsy» y antes de cantar «Dope», tomó unos minutos para hablar con la audiencia, donde dijo que:

«Una de las cosas más difíciles a las que tuve que renunciar fueron las drogas y el alcohol. Aún tengo momentos difíciles con eso, pero quiero decirles algo sobre eso esta noche porque he visto una gran cantidad de grandes artistas y amigos que han tenido que partir por esas dos cosas. Esta noche quiero ser un cambio. No tengo que estar drogada para ser creativa. No tengo que estar ebria para tener una buena idea. Puedo sentarme con mis pensamientos y no sentirme loca. Puedo hacerlo sin las drogas».

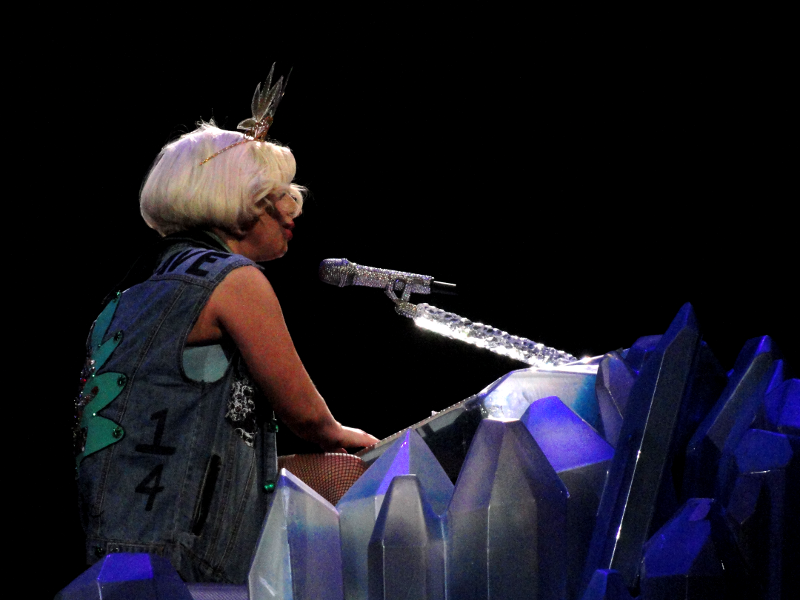
Gaga interpretando «Dope» en la gira artRAVE: The ARTPOP Ball Tour (2014).

Además, Gaga apareció en los programas de televisión The Howard Stern Show y Alan Carr: Chatty Man para interpretar la canción nuevamente solo con su piano. En este último, la intérprete también cantó una versión acústica de «Do What U Want», segundo sencillo de ARTPOP. Gaga también interpretó «Dope» junto con «Just Dance», «Bad Romance», «Born This Way» y otras canciones durante su primera residencia de conciertos en el Roseland Ballroom de Manhattan, Nueva York. Después de más de 50 años de su inauguración, el 19 de octubre de 2013 se anunció oficialmente que el Roseland Ballroom cerraría sus puertas en abril de 2014 y, un mes más tarde, que Gaga sería la encargada de dar los últimos espectáculos del recinto. La cantante realizó los conciertos días 28, 30 y 31 de marzo y 2, 4, 6 y 7 de abril donde interpretó «Dope» sentada frente un teclado. El 2 de abril, previo al cuarto concierto, Gaga apareció en el programa Late Night with David Letterman e invitó a la audiencia a asistir a su presentación de esa noche. El programa transmitió las presentaciones de «Dope» y «G.U.Y.». La balada fue la única canción no incluida en el repertorio original del artRAVE: The ARTPOP Ball Tour, la cuarta gira musical de la cantante, porque Gaga quería que al artRave fuera feliz en su comienzo. De todas maneras, la artista la interpretó en algunos conciertos de la gira.

## Formatos
- Descarga digital

| «Dope» |                    |          |  |
| N.º    | Título             | Duración |  |
| 1.     | «Dope» (explícito) | 3:41     |  |

## Posicionamiento en las listas

### Semanales
| Alemania          | German Singles Chart             | 34  |
| Australia         | Australian Singles Chart         | 34  |
| Austria           | Ö3 Austria Top 40                | 28  |
| Bélgica (Flandes) | Ultratop 50                      | 18  |
| Bélgica (Valonia) | Ultratop 50                      | 5   |
| Canadá            | Canadian Hot 100                 | 96  |
| Corea del Sur     | South Korean Gaon Chart          | 22  |
| Dinamarca         | Tracklisten                      | 28  |
| España            | Spanish Chart                    | 1   |
| Estados Unidos    | Billboard Hot 100                | 8   |
| Estados Unidos    | Digital Songs                    | 60  |
| Estados Unidos    | Streaming Songs                  | 1   |
| Finlandia         | Musiikkituottajat – IFPI Finland | 3   |
| Francia           | French Singles Chart             | 6   |
| Grecia            | Greece Digital Songs             | 2   |
| Hungría           | Single (Track) Top 10            | 1   |
| Irlanda           | Irish Singles Chart              | 12  |
| Italia            | Italian Top Digital Download     | 5   |
| Nueva Zelanda     | NZ Top 40 Singles Chart          | 20  |
| Países Bajos      | Single Top 100                   | 30  |
| Portugal          | Portugal Digital Songs           | 27  |
| Suiza             | Swiss Singles Chart              | 15  |
| Reino Unido       | UK Singles Chart                 | 124 |

## Créditos y personal
- Coordinador – Ivy Skoff
- Edición digital – Jason Lader
- Teclados – Adam MacDougall, Jason Lader
- Masterización – Gene Grimaldi
- Mezcla – Manny Marroquin
- Mezcla (adicional) — Andrew Scheps
- Mezcla (asistente) — Chris Galland, Delbert Bowers
- Piano – Lady Gaga
- Producción – Lady Gaga, Rick Rubin
- Grabación – Jason Lader, Ryan Hewitt, Sean Oakley
- Grabación (adicional) – Steve Faye, Bill Malina
- Grabación (asistente) – Dave Covell, Eric Lynn, Joshua Smith
- Composición – Dino Zisis, Lady Gaga, Nick Monson, Paul Blair

Fuentes: Discogs.